# Peter Gropman
Anders Peter Tobias Gropman, född Johansson 30 oktober 1981 i Norums församling, är en svensk radiojournalist.

## Radiodokumentärer i urval
- 2019 – Robert Broberg – en sökares testamente (Sveriges Radio)[2]
- 2019 – Saida Andersson – hela Sveriges spågumma (Sveriges Radio)[3]
- 2020 – Claes Eriksson – den envisa galenskaparen (Sveriges Radio)[4]
- 2021 – Mysteriet med Kassettmannen (Sveriges Radio)[5]